# Emma Shannon
Emma Shannon (* 19. August 2006) ist eine US-amerikanische Kinderdarstellerin und Synchronsprecherin.

## Leben
Shannon tritt seit 2014 als Filmschauspielerin in Erscheinung. Sie war in Einzelfolgen von Serien wie Black-ish und Grey’s Anatomy zu sehen. Ab 2016 spielte sie Pepper in der Serie Better Things. In jenem Jahr begann sie auch mit der Filmsynchronisation bei Animationsfilmen und Serien. Sie hatte 2017 einen Gastauftritt in der Serie Henry Danger. Ab 2018 spielte sie in der Sitcom Cousins fürs Leben mit.
Ihr Schaffen umfasst knapp 30 Produktionen als Schauspielerin und etwa 20 als Synchronsprecherin.

## Filmografie (Auswahl)
- 2014: Grey’s Anatomy (Fernsehserie, eine Folge)
- 2016: Camp Kikiwaka (Fernsehserie, eine Folge)
- 2016: Little People (Animationsserie, Stimme, 51 Folgen)
- 2016: Black-ish (Fernsehserie, eine Folge)
- 2016: Findet Dorie (Finding Dorie, Stimme)
- 2016–2020: Better Things (Fernsehserie, 7 Folgen)
- 2017: Henry Danger (Fernsehserie, 2 Folgen)
- 2017–2021: Puppy Dog Pals (Animationsserie, Stimme, 26 Folgen)
- 2018–2019: Cousins fürs Leben (Cousins for Life, Fernsehserie, 4 Folgen)